# Indole-5,6-quinone
L'indole-5,6-quinone est un intermédiaire du métabolisme de la tyrosine, et plus précisément un métabolite de la biosynthèse de la mélanine dans les mélanocytes. Elle résulte de l'oxydation du 5,6-dihydroxyindole par une tyrosinase (EC 1.14.18.1).